# Juan Carlos de Diego
Juan Carlos de Diego Rica (7 de agosto de 1966 en Burgos, Burgos, España), más conocido como Txutxi, es un exfutbolista español que jugaba como delantero.

## Trayectoria deportiva
Juan Carlos se crio en Bilbao desde muy joven y se formó en la cantera del Athletic Club. El 2 de septiembre de 1984 debutó con el Bilbao Athletic y, una semana después, con el Athletic Club en Primera División. Este debut fue debido a que los futbolistas profesionales hicieron una jornada de huelga. Continuó en el filial hasta que, en marzo de 1987, dio el salto al primer equipo. Jugó cinco encuentros de Liga con el Athletic Club y anotó un gol ante Las Palmas.
En 1987, tras seis partidos con el Athletic Club, se marchó al Levante UD donde logró una decena de goles. Al año siguiente fichó por el Atlético de Madrid "B", donde anotó 33 goles en el ascenso a Segunda División. En 1990 fichó por el Racing de Santander destacando, especialmente, en su primera campaña al lograr 23 goles y conseguir un nuevo ascenso a Segunda División. En 1993 pasó a las filas del Hércules de Alicante, sin lograr destaparse como goleador. Su último club fue el CD Toledo, entre 1994 y 1997, brillando con dieciocho goles en su primera campaña en Segunda División.

## Clubes
| Club                   | País   | Periodo   | Partidos (Goles) |
| ---------------------- | ------ | --------- | ---------------- |
| Bilbao Athletic        | España | 1984-1987 | 56 (12)          |
| Athletic Club          | España | 1984-1987 | 6 (1)            |
| Levante UD             | España | 1987-1988 | 29 (10)          |
| Atlético de Madrid "B" | España | 1988-1990 | 59 (36)          |
| Racing de Santander    | España | 1990-1993 | 99 (36)          |
| Hércules CF            | España | 1993-1994 | 33 (2)           |
| Hércules CF            | España | 1993-1994 | 33 (2)           |
| CD Toledo              | España | 1994-1997 | 76 (22)          |